# Salón de la Fama

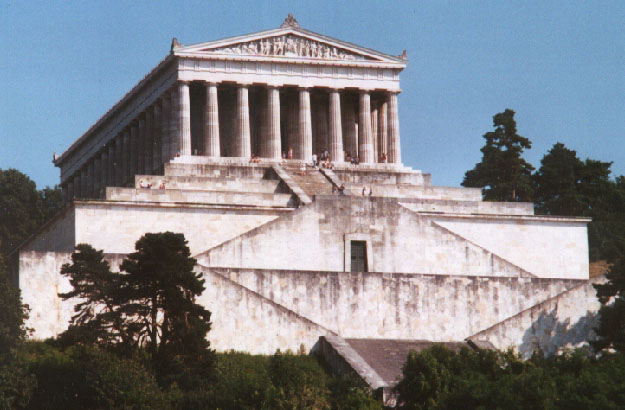
Templo de Walhalla, Alemania. Salón de la Fama para alemanes laureados y distinguidos.

Un Salón de la Fama es un tipo de museo, recinto o listado de personas establecido por cualquier institución para tratar de honrar a personas con logros notables en ese campo. En algunos casos, estos salones de la fama se componen de salones o museos que consagran a los homenajeados con esculturas, placas, y muestras de recuerdos. En otros casos, el salón de la fama es algo más figurativo, y simplemente consiste en una lista de nombres de personas dignas de mención mantenida por una organización o comunidad.
Elvis Presley es el artista que posee una mayor cantidad de incorporaciones en salones de la fama, habiendo sido incluido en cinco de ellos; el Salón de la Fama del Rock & Roll (1986), el Salón de la Fama de la Música Country (1998), el Salón de la Fama de la Música Góspel (2001), el Salón de la Fama del Rockabilly (2007), y el Salón de la Fama de la Música de Memphis (2012).
Estos son algunos ejemplos de salón de la fama:

## Deporte
- Salón de la Fama del Balonmano Europeo
- Salón de la Fama del Atletismo
- Salón de la Fama del Baloncesto
- Salón de la Fama del baloncesto español
- Salón de la Fama del Baloncesto Universitario (EE. UU.)
- Salón de la Fama del Béisbol
- Salón de la Fama de la Vela
- Salón de la Fama del Béisbol Profesional Colombiano
- Salón de la Fama del Béisbol Profesional de México
- Salón Internacional de la Fama del Boxeo
- Salón de la Fama FIBA (baloncesto)
- Salón de la Fama del Fútbol Escocés
- Salón de la Fama del fútbol inglés
- Salón de la Fama del fútbol italiano
- Salón de la Fama del Fútbol (México)
- Salón de la Fama del Fútbol Nacional (EE. UU.)
- Salón de la Fama del Golf Mundial
- Salón de la Fama del Fútbol Americano Profesional
- Salón de la Fama del Fútbol Americano Universitario (EE. UU.)
- Salón de la Fama de la WWE
- Salón de la Fama de Impact Wrestling / TNA
- Salón de la Fama de ROH
- Salón de la Fama de la AAA
- Salón de la Fama de la Hípica
- Salón de la Fama del Rugby
- Salón de la Fama del Tenis de Mesa
- Salón de la Fama del Tenis Internacional
- Salón de la Fama del Voleibol
- Pabellón de la Fama del Deporte Dominicano

## Música
- Salón de la Fama del Reino Unido (música)
- Salón de la Fama de Compositores de Nashville
- Salón de la Fama del Country
- Salón de la Fama del Rock and Roll
- Salón de la Fama del Rockabilly
- Salón de la Fama de la Música Dance
- Salón de la Fama de los Grupos Vocales
- Salón de la Fama del Metal

## Otros
- Salón de la fama de los juegos de mesa.[2]
- Salón de la Fama de Internet.
- Salón de la Fama de las Mujeres de Singapur.